# Liste der Monuments historiques in Rochesson
Die Liste der Monuments historiques in Rochesson führt die Monuments historiques in der französischen Gemeinde Rochesson auf.

## Liste der Objekte
| Bezeichnung | Beschreibung          | Standort                       | Kennzeichnung | Schutzstatus | Datum | Bild |
| ----------- | --------------------- | ------------------------------ | ------------- | ------------ | ----- | ---- |
| Glocke      | Bronze, 1738 gegossen | in der Kirche St-Blaise (Lage) | PM88000822    | Classé       | 1907  |      |